# Hercule contre Moloch
Pour plus de détails, voir Fiche technique et Distribution.
Hercule contre Moloch (titre original : Ercole contro Molock) est un film italo-français de Giorgio Ferroni, sorti en 1963.

## Synopsis
Son masque de chacal dissimulant sa laideur, Moloch se venge en infligeant aux jeunes femmes de sa cité les pires souffrances pour finalement les tuer. Glauco, roi de Tyrinthe, prend le pseudonyme d'Hercule et tente d'affronter l'assassin afin de mettre un terme à cet enfer...

## Fiche technique
- Titre original : Ercole contro Molock
- Titre anglophone : The Adventures of Hercules
- Réalisation : Giorgio Ferroni
- Scénario : Remigio Del Crosso, Arrigo Equini et Giorgio Ferroni
- Dialogues français [1] :Pierre Cholot et Jean-Pierre Dorat
- Directeur de la photographie : Augusto Tiezzi
- Montage : Antonietta Zita
- Musique : Carlo Rutischelli
- Costumes : Elio Micheli
- Production : Diego Alchimede
- Genre : Péplum, Film d'aventure
- Pays de production :  Italie,  France
- Durée : 102 minutes
- Dates de sortie :
  - Italie : 21 décembre 1963
  - France : 2 septembre 1964

## Distribution
- Gordon Scott (VF : Jean-Pierre Duclos) : Glauco, roi de Tyrinthe  / Hercule
- Alessandra Panaro : Medea, reine de Tyrinthe
- Rosalba Neri (VF : Sylvie Deniau) : Demetra , reine de Mycenes
- Arturo Dominici : Penteo, général de Mycenes
- Michel Lemoine : Dineo
- Jany Claire (VF : Elle-même) : Deianira
- Nerio Bernardi (VF : Henri Nassiet) : Asterion , le grand prêtre
- Nello Pazzafini (VF : Henry Djanik) : Archiloco
- Vittorio Ripamonti(VF : Louis Arbessier) : Le roi de Mycenes
- Pietro Marascalchi (VF : Michel Gatineau)  : Moloch
- Fortunato Arena (VF : Pierre Garin) : l'instructeur des gladiateurs
- Giulio Maculani :Un gladiateur
- Emilio Messina :Un gladiateur
- Eleonora Morana: Une femme prisonnière
- Et avec les voix de René Fleur  (le roi de Tyrinthe) Michel Gudin (le messager)